# バンナールーガ
バンナールーガは、日本のロックバンド。
ナンバーガールに最大限のリスペクトを持つメンバーによって構成された、ナンバーガールのコピーバンド。「運命に導かれたように結集したナンバーガールマニアがただただナンバーガールの曲を演奏する」。バンド名の由来はナンバーガールのアナグラムによる。

## メンバー
- リョウスケ・タカガキ(Dr.) - SHIRO・有村竜太朗ソロプロジェクトにてドラムを担当。かつてはchouchou merged syrups. でドラムを担当していた。

- 花房真也(Vo.Gt.) - アートデザイナー・グラフィックデザイナー。cinema staffのビジュアルを担当している。かつてFar FranceやYAR、RAIFといったバンドで活動していた。

- 三島想平35歳 (Ba.) - cinema staffにてベースを、peelingwardsにてボーカル・ギターを担当。

- 小高よした朗(Gt.) - LUNKHEADにてボーカル・ギターを担当。

## ライブ

### 2016年
- 12月21日 KINOTONITE -コピバンde忘年会- @渋谷CLUB乙 w/ 無糖零

### 2017年
- 4月9日 突然少年自主企画 スタンディングスティックス 戦慄の3P(スリーマン)@吉祥寺WARP w/ 突然少年 / SEVENTEEN AGAiN
- 8月10日 ナンバーガール「シブヤROCKTRANSFORMED状態」再現ライブ バンナールーガ「DISTORTIONAL IMITATOR」@渋谷CLUB乙 (ONEMAN)

### 2019年
- 12月4日 えるえふる４周年記念＆忘年会"仮想夢のスリーマン" @新代田FEVER w/ アーティチョーク(ART_SCHOOLコピーバンド、Vo.Gt.飯田瑞規(cinema staff)、Gt.辻友貴(cinema staff / peelingwards)、Ba.森野光晴(SAKANAMON)、Dr.深谷陽一郎(soulkids / deid) ) / ハイハイ・スタンダード(Hi STANDARDコピーバンド、Vo.Ba.會田洋平(core of bells)、Gt.Cho.竹内サティフォ(ONIGAWARA)、Dr.久野洋平(cinema staff) )

### 2021年
- 2月7日 Flowers Loft 1st Anniversary ナンバーガール「感電の記憶」再現ライブ バンナールーガ「感電の模倣」@下北沢Flowers Loft (ONEMAN)

### 2022年
- 2月12日 BACK TO THE 90’S COVERS@下北沢 Flowers Loft w ころり(くるりコピーバンド、Vo.Gt.宍戸翼(The Cheserasera)、Key.Cho.有明(レイラ)、Gt.みうらたいき(レイラ)、Ba.行本哲平(四丁目のアンナ)、Dr.風見祐基(燕時光) )
- 12月29日 K.O.G.A. COVER NIGHT 2022 RED SIDE@下北沢CLUB QUE

### 2023年
- 3月14日 Flowers Loft 3rd Anniversary BACK TO THE 90’S COVERS@下北沢Flowers Loft w/超車(スーパーカーコピーバンド、Vo.Gt.オガワコウイチ(おやすみホログラム / WDA)、Vo.カナミル(おやすみホログラム)、Ba.タカハシバーケン(おやすみホログラム)、Dr.いたがきヒロ(OYSM4)、Mani.ヘイシNアイト(kiokuno) )